# Sonja Newcombe
Sonja Elizabeth Newcombe (Lake Arrowhead, 7 marzo 1988) è una pallavolista statunitense, schiacciatrice della Megavolley.

## Carriera

### Club
La carriera di Sonja Newcombe inizia nel a livello giovanile col Laguna Beach. In seguito gioca a livello universitario, partecipando alla NCAA Division I dal 2006 al 2009 con la Oregon.
Nella stagione 2010 inizia la carriera professionistica con le portoricane delle Leonas de Ponce, nella Liga de Voleibol Superior Femenino. Successivamente gioca per due annate in Europa: nel 2010-11 è in Francia con l'UGSÉ Nantes, mentre nel 2011-12 gioca col Pursaklar; terminati gli impegni col club turco, viene ingaggiata dalle Criollas de Caguas per la fase finale della Liga de Voleibol Superior Femenino 2012.
Nella stagione 2012-13 passa nel club tedesco del Vilsbiburg, mentre nella stagione successiva passa al Tjumen, nella Superliga russa. Nel campionato 2014-15 torna in Turchia per giocare con la formazione neopromossa dell'İdman Ocağı, mentre nel campionato seguente gioca col Guangdong, impegnato nel torneo di ammissione alla Chinese Volleyball League; al termine degli impegni in Cina, approda nella Superliqa azera, terminando l'annata con la Lokomotiv Baku.
Nella stagione 2016-17 è ancora una volta in Cina, questa volta col Sichuan. Per la stagione seguente si accasa alla SAB di Legnano nella Serie A1 italiana; tuttavia, nel dicembre 2017, si trasferisce per il resto dell'annata al Minas, nella Superliga Série A brasiliana, vincendo il campionato sudamericano per club 2018.
Nel campionato 2018-19 approda nella Divizia A1 rumena con l'Alba-Blaj, con cui conquista lo scudetto e la coppa nazionale. Nel campionato seguente è ancora nella Chinese Volleyball Super League, ingaggiata dallo Liaoning; conclusi gli impegni con la formazione asiatica, nel gennaio 2020, si trasferisce all'Eczacıbaşı per la seconda parte dell'annata. Per il campionato 2021-22 firma per la Megavolley, tornando dunque in Serie A1.

### Nazionale
Nel 2014 debutta in nazionale, vincendo la medaglia d'argento alla Coppa panamericana, torneo nel quale vince la medaglia d'oro nel 2017.

## Palmarès

### Club
- Campionato rumeno: 1

2018-19
- Coppa di Romania: 1

2018-19
- Campionato sudamericano per club: 1

2018

### Nazionale (competizioni minori)
- Montreux Volley Masters 2014
- Coppa panamericana 2014
- Coppa panamericana 2017

### Premi individuali
- 2009 - All-America Second Team